# Susanoo

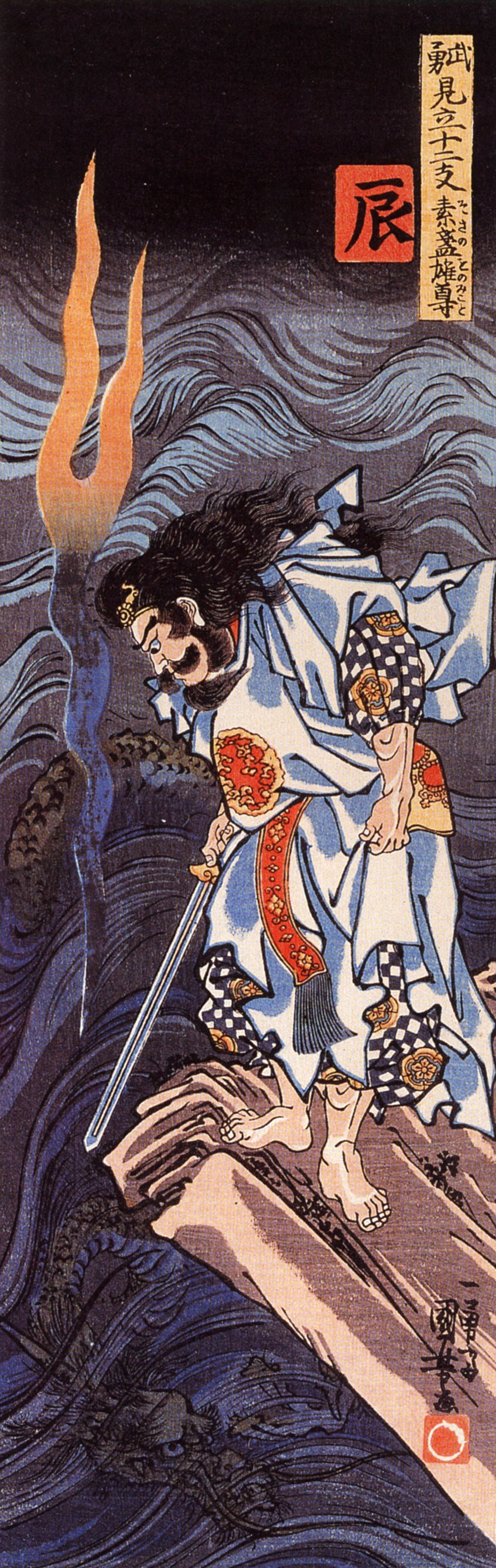
Susanoo no mikoto, Darstellung von Kuniyoshi

Susanoo (jap. スサノオ, Kojiki: 〔〔建〕速〕須佐之男命、須佐能男命 ((Take-)haya)-Susanoo no mikoto, nach Karl Florenz: ‚Tapfer-schneller-ungestümer Mann‘; Nihonshoki: 〔神/速〕素戔嗚尊 (Kamu-/Haya-)Susanoo no mikoto, deutsch ‚(Göttlicher/Schneller) ungestümer Mann‘), veraltet auch Susanowo, ist im Shintō der Kami (deutsch: Gottheit) des Windes und des Meeres und der Bruder der Sonnengöttin Amaterasu und des Mondgottes Tsukuyomi no Mikoto.

## Mythologie

### Geburt
Susanoo ist der Sohn Izanagis. Nach dem Kojiki (712) kam Susanoo zur Welt, als Izanagi sich nach einem Besuch in der Unterwelt (Yomi) die Verunreinigungen von seiner Nase wusch. Nach dem Haupttext im Nihonshoki (720) entstanden er und seine Geschwister, sowie Hiruko, aus der Vereinigung zwischen Izanagi und Izanami. Das Nihonshoki erzählt zudem von einer weiteren Version in der Izanagi mit seiner linken Hand einen Bronzespiegel in der Hand hielt und dadurch Amaterasu (hier Ōhirume-no-muchi genannt) zeugte, mit seiner rechten Hand einen weiteren Bronzespiegel hielt und Tsukuyomi zeugte und dann seitwärts schaute, woraufhin Susanoo entstand.
Das Kojiki erwähnt, dass Izanagi Susanoo auftrug über den Ozean herrschen, dieser jedoch seinen Pflichten nicht nachkam.

### Susanoo und Amaterasu
Bevor Susanoo seine lange Reise nach Ne no kuni beginnt – das Nihonshoki nennt als Gründe sowohl seine Verbannung aufgrund seines schlechten Charakters, aber auch weil er seine Mutter Izanami in der Unterwelt besuchen will –, will er zuvor noch seine Schwester Amaterasu im Himmel (Takama-ga-hara) besuchen. Amaterasu ist sich über Susanoos Motive unklar und tritt ihm bewaffnet gegenüber. Susanoo schlägt einen Eidschwur vor bei dem jeder der beiden einen Gegenstand zerkauen und durch seinen Atem beleben sollte. Würden die dadurch erzeugten Kinder sein Geschlecht haben, würde dies seine guten Absichten beweisen. Amaterasu erschafft die drei Munakata-Göttinnen (Munakata sanjojin) und Susanoo fünf bzw. sechs männliche Götter.
| Quelle                   | Amaterasu kaut …                                                                                          | und erzeugt die Göttinnen … | Susanoo kaut …                          | und erzeugt die Götter … |
| ------------------------ | --- | --- | --------------------------------------- | --- |
| Kojiki                   | Sein Zehnspanniges (d. h. zehn Handspannen lang) Schwert                                                  | 1. Takirihime no mikoto (多紀理毘売命) 2. Ichikishimahime no mikoto (市寸島比売命) 3. Tagitsuhime no mikoto (多岐都比売命)                              | Ihre Magatama-Haar- und Handperlenkette | 1. Masakatsu-akatsu-kachihayahi-ame-no-oshihomimi no mikoto (正勝吾勝勝速日天之忍穂耳命) 2. Ame-no-hohi no mikoto (天之菩卑能命) 3. Ama-tsu-hikone no mikoto (天津日子根命) 4. Iku-tsu-hikone no mikoto (活津日子根命) 5. Kumano-no-kusubi no mikoto (熊野久須毘命)                                                  |
| Nihonshoki, Hauptversion | Sein Zehnspanniges Schwert                                                                                | 1. Tagorihime (田心姫) 2. Tagitsuhime (湍津姫) 3. Ichikishimahime (市杵嶋姫)                                                                            | Ihre Magatama-Haar- und Handperlenkette | 1. Masakatsu-akatsu-kachihayahi-ame-no-oshihomimi no mikoto (正哉吾勝勝速日天忍穂耳尊) 2. Ame-no-hohi no mikoto (天穂日命) 3. Ama-tsu-hikone no mikoto (天津彦根命) 4. Iku-tsu-hikone no mikoto (活津彦根命) 5. Kumano-no-kusubi no mikoto (熊野櫲樟日命)                                                            |
| Nihonshoki, Variante 1   | 1. Ihr Zehnspanniges Schwert 2. Ihr Neunspanniges Schwert 3. Ihr Achtspanniges Schwert                    | 1. Okitsushimahime (瀛津嶋姫) 2. Tagitsuhime (湍津姫) 3. Tagorihime (田心姫)                                                                            | Seine Magatama-Halsperlenkette          | 1. Masaka-akatsu-kachihayahi-ame-no-oshihone no mikoto (正哉吾勝勝速日天忍骨尊) 2. Ama-tsu-hikone no mikoto (天津彦根命) 3. Iku-tsu-hikone no mikoto (活津彦根命) 4. Ama-no-hohi no mikoto (天穂日命) 5. Kumano-oshihomi no mikoto (熊野忍蹈命)                                                                      |
| Nihonshoki, Variante 2   | 1. Seine Perlenkette, oberer Teil 2. Seine Perlenkette, mittlerer Teil 3. Seine Perlenkette, unterer Teil | 1. Ichikishimahime no mikoto (市杵嶋姫命) 2. Tagorihime no mikoto (田心姫命) 3. Tagitsuhime no mikoto (湍津姫命)                                        | Ihre Schwertspitze                      | 1. Ama-no-hohi no mikoto (天穂日命) 2. Masaka-akatsu-kachihayahi-ame-no-oshihone no mikoto (正哉吾勝勝速日天忍骨尊) 3. Ama-tsu-hikone no mikoto (天津彦根命) 4. Iku-tsu-hikone no mikoto (活津彦根命) 5. Kumano-no-kushihi no mikoto (熊野櫲樟日命)                                                                  |
| Nihonshoki, Variante 3   | 1. Ihr Zehnspanniges Schwert 2. Ihr Neunspanniges Schwert 3. Ihr Achtspanniges Schwert                    | 1. Okitsushimahime no mikoto (瀛津嶋姫命) / Ichikishimahime no mikoto (市杵嶋姫) 2. Tagitsuhime no mikoto (湍津姫命) 3. Tagirihime no mikoto (田霧姫命) | Seine Haarperlenkette                   | 1. Katsu-no-hayahi-ama-no-oshihomimi no mikoto (勝速日天忍穂耳尊) 2. Ama-no-hohi no mikoto (天穂日命) 3. Ama-tsu-hikone no mikoto (天津彦根命) 4. Iku-tsu-hikone no mikoto (活津彦根命) 5. Hi-no-hayahi no mikoto (熯之速日命) 6. Kumano-no-oshihomi no mikoto (熊野忍蹈命) / Kumano-oshikuma no mikoto (熊野忍隅命) |
| Nihonshoki, Variante 4   | Ihr Zehnspanniges Schwert                                                                                 | ― | Seine Haarperlenkette                   | 1. Masaka-akatsu-kachihayahi-ame-no-oshihone no mikoto (正哉吾勝勝速日天忍穂根尊) 2. Ame-no-hohi no mikoto (天穂日命) 3. Ama-tsu-hikone no mikoto (天津彦根命) 4. Ikume-tsu-hikone no mikoto (活目津彦根命) 5. Hihayahi no mikoto (熯速日命) 6. Kumano-no-ōkuma no mikoto (熊野大角命)                               |

Die Tatsache, dass er vorerst bei Amaterasu im Himmel bleiben konnte, nutzte er aus, indem er mehrere Tabus begann: erst zerstörte er ihre Felder, entweihte dann mit seinem Kot ihren Palast, zog dann eines ihrer Pferde dessen Fell ab und warf dann das tote Pferd in ihre Webhalle, woraufhin Amaterasu sich so erschrak, dass sie sich an einem Weberschiffchen verletzte. In einer anderen Version erschrak stattdessen Amaterasus Dienerin Wakahirume no mikoto und fiel so unglücklich von ihrem Webstuhl, dass sie sich tödlich verletzte. In beiden Fällen zog sich Amaterasu daraufhin in die Himmlische Höhle (Ama no iwato) zurück um Susanoos Gesicht nicht mehr ertragen zu müssen, woraufhin auch das Sonnenlicht von der Erde schwand. Die anderen Götter bestraften und verbannten daraufhin Susanoo.
Das Kojiki enthält noch eine Episode in der Susanoo vor seiner Abreise Ōgetsuhime no kami (大気都比売神) um Wegzehrung bat. Als diese begann Lebensmittel aus ihrer Nase, Mund und Rektum zu produzieren, war Susanoo so angewidert, dass er sie erschlug. Aus ihrem Leichnam entstand die Seidenraupe, Reis, Hirse, Adzukibohne, Weizen und die Sojabohne.

### Susanoo und Kushinadahime
Susanoo stieg in Izumo auf die irdene Welt herab. Dort traf er ein älteres Ehepaar namens Ashinazuchi und Tenazuchi und deren Tochter Kushinadahime. Dies erzählt ihm, dass sie einst acht Töchter besaßen, jedoch jedes Jahr die Riesenschlange Yamata-no-orochi eine forderte, um diese zu verschlingen. Sie bitten Susanoo um Hilfe, der daraufhin die Schlange erschlägt, in ihrem toten Körper das Schwert Kusanagi no tsurugi findet, sowie aus Dank Kushinadahime als Frau bekommt. Mit ihr zeugt er Ōnamuchi no kami. Daneben gibt es weitere Versionen im Nihonshoki:
- Er steigt in Izumo herab, sieht Inadahime und heiratet diese.
- Er steigt in Aki herab, trifft dort Ashinazu-tenazu und dessen schwangere Frau Inada-no-miyanushi-susa-no-yatsumimi, die ihm von der Riesenschlange erzählen. Er erschlägt diese. Jahre später nachdem Inagami-furukushi-nada-hime geboren wurde heiratet Susanoo diese und zeugt mit ihr Ōanamuchi no mikoto.
- Susanoo hält um die Hand von Inadahime an. Ashinazuchi and Tenazuchi stellen als Bedingung, dass er die Riesenschlange tötet.
- Susanoo steigt in Silla (Korea) herab wo er mit seinem Sohn Isotakeru no kami (五十猛神) in Soshimori (曾尸茂梨) lebt. Als es ihm dort langweilig wird setzt er mit einem Schiff nach Izumo über, wo er auf die Riesenschlange trifft und diese erschlägt. Sein Sohn hatte aus dem Himmel diverse Pflanzensamen mitgenommen und nutzt diese um das Land zu begrünen.
- Susanoo lebt mit seinen Kindern, Isotakeru no mikoto (五十猛命), Ōyatsuhime no mikoto (大屋津姫命) und Tsumatsuhime no mikoto (枛津姫命), in Korea. Hier gibt es zwar Gold und Silber im Überfluss, aber keine Schiffe. Er erschafft die Sicheltanne und den Kampferbaum, deren Holz zum Schiffbau genutzt werden kann, die Hinoki-Scheinzypresse, aus der man Paläste/Schreine bauen kann, die Steineibe, aus der man Särge bauen kann, sowie 80 (d. h. dutzende, eine Vielzahl) an fruchttragenden Pflanzen. Danach siedeln er und seine Kinder nach Kii in Japan über.

In den letzten beiden Mythen erscheint Susanoo als Kulturheros der die Segnungen der Landwirtschaft bzw. des Schiffs- und Palastbaus aus Korea nach Japan bringt.
Im Kojiki, das im Wesentlichen der Hauptversion des Nihonshoki folgt, zeugt er mit Kushinadahime jedoch Yashima-jinumi no kami (八嶋士奴美神), nimmt sich dann Kamu-ōichi-hime (神大市比売) als Zweitfrau und zeugt mit ihr den Landwirtschaftsgott Ōtoshi-no-kami (大年神) und den Nahrungsmittelgott Uka-no-mitama no kami (宇迦之御魂神).

## Verehrung
In Japan sind ihm nur vergleichsweise wenige Schreine als Hauptgott geweiht. Er wird im Kumano-Großschrein als Izanagi-no-himanako Kaburogi-Kumano-ōkami Kushi-mike-nu no mikoto (伊邪那伎日真名子 加夫呂伎熊野大神 櫛御気野命 ‚Izanagis geliebtes Kind, heiliger Ahnengott, großer Gott Kumanos, Erlauchte Gottheit der wundersamen Speisen‘), d. h. als Nahrungsmittelgottheit, verehrt, daneben in den Yasaka-Schreinen – nach deren Hauptschrein in Gion auch Gion-Glauben genannt –, in den Tsushima-Schreinen (Tsushima-Glaube), sowie den Hikawa-Schreinen (Hikawa-Glaube).
Im Rahmen des Shinbutsu-Shūgō, d. h. der Vereinigung von shintōistischen und buddhistischen Glaubensinhalten, wurde Susanoo mit Gozu-Tennō identifiziert und verehrt um Seuchen abzuwenden.